# NGC 1781
NGC 1781 је спирална галаксија у сазвежђу Зец која се налази на NGC листи објеката дубоког неба.
Деклинација објекта је - 18° 11' 24" а ректасцензија 5h 7m 55,1s. Привидна величина (магнитуда) објекта NGC 1781 износи 12,7 а фотографска магнитуда 13,7. NGC 1781 је још познат и под ознакама NGC 1794, ESO 553-7, MCG -3-14-2, IRAS 05057-1815, PGC 16788.